# Liste der Naturdenkmale in Wittighausen
| Naturdenkmale | Anzahl |
| ------------- | ------ |
| FND           | 6      |
| END           | 1      |
| Gesamt        | 7      |

Die Liste der Naturdenkmale in Wittighausen nennt die verordneten Naturdenkmale (ND) der im baden-württembergischen Main-Tauber-Kreis liegenden Gemeinde Wittighausen und deren Ortsteile (Oberwittighausen mit dem Dorf Oberwittighausen und den Häusern Haltestelle Gaubüttelbrunn und Grenzenmühle, Poppenhausen mit dem Dorf Poppenhausen und dem Weiler Hof Lilach, Unterwittighausen mit dem Dorf Unterwittighausen und den Häusern Langenmühle, Neumühle (Kasparmühle) und Bahnstation Wittighausen und Vilchband).
In Wittighausen gibt es insgesamt sieben als Naturdenkmal geschützte Objekte, davon sechs flächenhafte Naturdenkmale (FND) und ein Einzelgebilde-Naturdenkmal (END).
Stand: 1. November 2016.

## Flächenhafte Naturdenkmale (FND)
| Name                                                 | Bild | Kennung     | Einzelheiten | Position | Fläche Hektar | Datum         |
| ---------------------------------------------------- | ---- | ----------- | --- | -------- | ------------- | ------------- |
| Felsen Büttelbrunner Weg                             | BW   | 81281370002 | Wittighausen-Oberwittighausen | ⊙        | 0,9           | 21. Dez. 1981 |
| Feuchtgebiet an der Riedquelle                       |      | 81281370003 | Wittighausen-Unterwittighausen Bereits 1976, dem Gründungsjahr der NABU-Ortsgruppe Wittighausen, gab es Planungen zur Umsetzung eines Feuchtgebietes am Insinger Bach, die in der Folge tatkräftig umgesetzt wurden. In ein eigens angelegtes Labyrinth aus Gräben und Tümpeln wurde die Riedquelle eingeleitet, die von 1922 bis 1957 noch als zusätzliche Wasserversorgung der Gemeinde diente. Im Ried wurden ab dem Ende der 1970er Jahre 350 Sträucher und Bäume gepflanzt. Bei diesen Arbeiten wurde festgestellt, dass im Ried eine mindestens 6 Meter mächtige Torfschicht im Untergrund von einer langen Geschichte als Feuchtgebiet zeugt. Seit im Jahre 2011 der Biber das Ried für sich entdeckt und in der Folge einzelne Wasserbereiche durch Biberdämme angestaut hat, wächst die Wasserfläche und damit die Artenvielfalt ständig an. So sind im Ried mittlerweile Knäk- und Krickenten, Grau- und Silberreiher sowie Schwarzstörche, Kraniche, Fisch- und Schreiadler regelmäßige anzutreffen. Als ökologische Ausgleichsmaßnahmen konnten der Eisweiher und angrenzende Ackerflächen im Ried durch die Gemeinde Wittighausen gekauft werden, so dass mittlerweile fast alle Flächen im Besitz des NABU oder der Gemeinde Wittighausen sind. Im Jahre 2014 wurden zudem einige Tümpel zur Förderung der Gelbbauchunke angelegt. | ⊙        | 1,7           | 21. Dez. 1981 |
| Feuchtgebiet Ried                                    |      | 81281370004 | Wittighausen-Unterwittighausen 2016 wurde am Insinger Bach eine „ökologische“ Flurneuordnung angeordnet mit dem Ziel, bachnahe Flächen in kommunalen Besitz zu überführen, womit landwirtschaftlich kaum nutzbare Flächen wieder der Gewässerdynamik zur Verfügung gestellt werden sollen. Abgesehen von einer ehemaligen Wasserbüffelbeweidung fanden und finden im Ried keine Pflegeeinsätze statt, so dass die Flächen einer dynamischen Entwicklung überlassen bleiben, womit die natürliche Vielfalt sich Schritt für Schritt das Ried weiter zurückerobert. Eine ebenfalls im Jahre 2016 errichtete „Riesenbank“ bietet eine Möglichkeit, die Pflanzen- und Tierwelt im Ried zu beobachten. | ⊙        | 1,0           | 10. März 1992 |
| Halbtrockenrasen bei Unterwittighausen Mühlberg      |      | 81281370005 | Wittighausen-Unterwittighausen | ⊙        | 1,3           | 10. März 1992 |
| Krötensee Gemeindewald „Großer Uhlberg“ Distrikt I   |      | 81281370007 | Wittighausen-Unterwittighausen | ⊙        | 0,3           | 10. März 1992 |
| Libellensee Gemeindewald „Großer Uhlberg“ Distrikt I |      | 81281370006 | Wittighausen-Unterwittighausen | ⊙        | 0,2           | 10. März 1992 |
| Legende für Naturdenkmal                             |      |             | |          |               |               |

## Einzelgebilde-Naturdenkmale (END)
| Name                     | Bild | Kennung     | Einzelheiten | Position | Fläche Hektar | Datum         |
| ------------------------ | ---- | ----------- | --- | -------- | ------------- | ------------- |
| 1 Linde Bei der Kapelle  |      | 81281370001 | Wittighausen-Oberwittighausen Der Lindenbaum befindet sich neben der oktogonalen, romanischen St.-Sigismund-Kapelle in Oberwittighausen. | ⊙        | 0,0           | 21. Dez. 1981 |
| Legende für Naturdenkmal |      |             | |          |               |               |